# Charlène Meyong Menene
Charlène Meyong Menene, née le 19 novembre 1998, est une joueuse internationale camerounaise de football évoluant au poste d'attaquante.

## Biographie

### En club
Joueuse des Louves Minproff, elle subit une fracture du fémur droit en huitièmes de finale de la Coupe du Cameroun 2016, l'obligeant à déclarer forfait pour la Coupe d'Afrique des nations 2016.

### En équipe nationale
Avec l'équipe du Cameroun, Charlène Menene est finaliste des Jeux africains de 2015 à Brazzaville. 
Elle fait partie du groupe camerounais finaliste du Championnat féminin de la COSAFA 2018 et troisième de la Coupe d'Afrique des nations 2018 organisée au Ghana. En 2019, elle est de nouveau retenue dans la sélection nationale du Cameroun pour la Coupe du monde de football féminin.